# Berezovca, Berșad
Berezovca (în ucraineană Березівка, transliterat: Berezivka) este un sat în comuna Serebria din raionul Berșad, regiunea Vinnița, Ucraina.

## Demografie
Componența lingvistică a localității Berezovca
     Ucraineană (98,59%)
     Alte limbi (1,24%)
Conform recensământului din 2001, majoritatea populației localității Berezovca era vorbitoare de ucraineană (98,59%), existând în minoritate și vorbitori de alte limbi.